# Heinrich Grave
Heinrich Gravé (* 26. Oktober 1832 in Graz; † 3. November 1901 in Wien) war ein österreichischer Zivilingenieur, Architekt und Fossiliensammler.

## Schaffen
Grave war zunächst als k. k. Bau-Eleve im Ministerium für Handel, Gewerbe und öffentliches Bauen tätig, bevor er dort seine Karriere als technischer Baubeamter und Architekt fortsetzen konnte. 
In seiner Freizeit sammelte er Fossilien und schrieb zu ausgestorbenen Tierarten. Außerdem beschäftigte er sich mit Regionalgeschichte und gehörte dem Historischen Verein für die Steiermark an, den er 1863 jedoch verließ.
Von 1857 bis zu seinem Tod war Grave Korrespondent der k. k. geologischen Reichsanstalt.

## Veröffentlichungen
- Die kirchlichen Gebäude zu Hartberg in Steiermark. In: Karl von Czoernig (Hrsg.): Mittheilungen der kaiserl. königl. Central-Commission zur Erforschung und Erhaltung der Baudenkmale. Band 1, 1856, S. 178–181.
- Zur Geschichte der Juden in Steiermark. In: Josef von Wertheimer (Hrsg.): Jahrbuch für Israeliten 5, 5619 (1858–1859), Wien 1858, S. 1–21.
- Säugethiere von Eggendorf und Lehmbach. In: Jahrbuch der Geologischen Reichsanstalt 7, 1857, S. 364–365.
- als Herausgeber: Oesterreichischer Bau-Almanach für das Jahr 1865. Wien 1865
- mit Franz Atzinger: Geschichte und Verhältnisse des Wien-Flusses sowie Anträge für dessen Regulirung und Nutzbarmachung mit Rücksichtnahme auf die jetzigen allgemeinen und localen Anforderungen. Hölder, Wien 1874
- Mactra podolica und Cardium obsoletum im Brunnen des Bauplatzes Nr. 7 der Stättermaergasse in Rudolfsheim. In: Verhandlungen der Geologischen Reichsanstalt. 1888, S. 94 (zobodat.at [PDF; 321 kB]).
- Die Wiener Neustädter Tiefquellen-Leitung und Wien's Wasserversorgung. Vortrag gehalten am 5. December 1884, im Niederösterreichischen Gewerbevereine in Wien. Wien 1885
- Hydrologische Studien. Heft 1, Wien 1887 (https://www.worldcat.org/title/hydrologische-studien/oclc/637480294)